# Тепличне (Луганський район)
Тепли́чне — селище в Україні, у Луганській міській громаді Луганського району Луганської області. Населення становить 1574 особи. З 2014 року є окупованим.

## Населення

### Мова
Розподіл населення за рідною мовою за даними перепису 2001 року:
| Мова            | Кількість | Відсоток |
| --------------- | --------- | -------- |
| російська       | 1016      | 64.55%   |
| українська      | 538       | 34.18%   |
| вірменська      | 15        | 0.95%    |
| білоруська      | 2         | 0.13%    |
| інші/не вказали | 3         | 0.29%    |
| Усього          | 1574      | 100%     |

## Географія
Селище розташоване на лівому березі річки Лугань. Примикає до західних околиць м Луганськ, розташоване на схід від міста Олександрівськ (і нижче за течією Лугані від нього), а також на північ від селища Дзержинське. Також поблизу розташовані такі населені пункти: села Земляне і Шишкове на півночі, Лиман і селище Металіст на північному сході.

## Економіка
Завод безалкогольних напоїв
| Україна | Це незавершена стаття з географії України. Ви можете допомогти проєкту, виправивши або дописавши її. |

1. ↑  Рідні мови в об'єднаних територіальних громадах України — Український центр суспільних даних